# Diócesis de Zamora
La diócesis de Zamora (en latín: Dioecesis Zamorensis) es una circunscripción eclesiástica de la Iglesia católica en España. Se trata de una diócesis latina, sufragánea de la archidiócesis de Valladolid. Desde el 30 de octubre de 2020 su obispo es Fernando Valera Sánchez.

## Territorio y organización

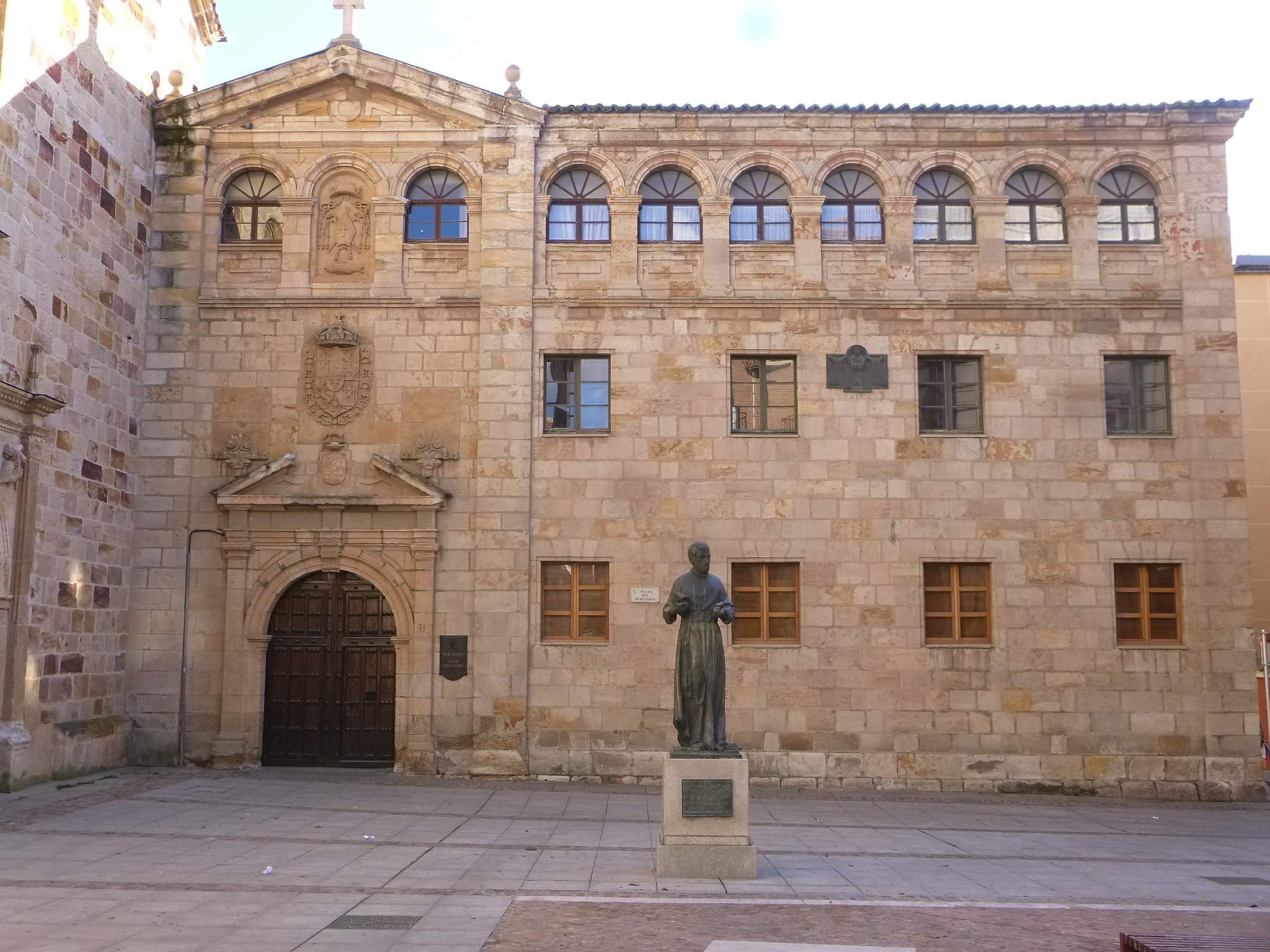
Seminario Diocesano de Zamora

La diócesis tiene 6984 km² y extiende su jurisdicción sobre los fieles católicos de rito latino residentes en la provincia de Zamora de la comunidad autónoma de Castilla y León, con excepción de las comarcas de Sanabria, La Carballeda, Valles de Benavente y de parte de la comarca de Aliste, que pertenece a la diócesis de Astorga. Confina a norte con las diócesis de León y de Astorga, a oeste con la diócesis de Braganza-Miranda (Portugal), a sur con la diócesis de Salamanca y al este con la archidiócesis de Valladolid.
La sede de la diócesis se encuentra en la ciudad de Zamora, en donde se halla la Catedral del Salvador.
En 2022 en la diócesis existían 303 parroquias agrupadas en 7 arciprestazgos:
- Aliste-Alba con 84 parroquias
- Benavente-Tierra de Campos con 41 parroquias
- El Pan con 40 parroquias
- El Vino con 32 parroquias
- Sayago con 56 parroquias
- Toro-La Guareña con 32 parroquias
- Zamora-Ciudad con 19 parroquias.

## Historia
Aunque algunos historiadores atribuyen a la diócesis orígenes anteriores, probablemente fue erigida en el siglo X, época de la que se encuentran ciertas evidencias.
En 986 Zamora fue conquistada por los árabes y suprimido el obispado.
Fue restablecida en 1121, tras la Reconquista cristiana. En el momento del restablecimiento de la sede la diócesis fue objeto de una controversia entre los arzobispos de Toledo y los de Braga, ya que ambos reclamaban a Zamora como sufragánea. El papa Calixto II decidió entonces eximir a la diócesis de la jurisdicción metropolitana, pero ya hacia mediados de siglo el papa Eugenio III reconoció las pretensiones de los arzobispos de Braga, confirmadas también por sus sucesores.
En 1151 se inició la construcción de la catedral románica, rematada por una cúpula bizantina original y consagrada en 1174.
En el primer cuarto del siglo XIII, el papa Inocencio III asignó la diócesis como sufragánea de la archidiócesis de Santiago de Compostela, ya que en la antigüedad había sido sufragánea de Mérida, de la que Santiago de Compostela derivaba el rango metropolitano.
En 1797 se estableció el seminario diocesano, dedicado a san Atilano. El seminario derivaba de un colegio fundado en 1712 y confiado a los padres jesuitas, que habían sido expulsados en 1767.
Tras el Concordato de 1851, el 4 de julio de 1857 la diócesis pasó a formar parte de la nueva provincia eclesiástica de la archidiócesis de Valladolid.
El 17 de octubre de 1954, en virtud del decreto Quum sollemnibus de la Congregación Consistorial, se revisaron los límites de la diócesis para hacerlos coincidir con los de la provincia civil, en aplicación del concordato entre la Santa Sede y el gobierno español de 1953. La diócesis de Zamora cedió 14 parroquias a la archidiócesis de Valladolid y 5 a la diócesis de Salamanca; pero se amplió con 39 parroquias en la provincia de Zamora que pertenecían a las sedes de Salamanca, Astorga, León y Oviedo.

## Estadísticas
Según el Anuario Pontificio 2023 la diócesis tenía a fines de 2022 un total de 142 475 fieles bautizados.
| Año                                                                             | Población            | Población | Población      | Sacerdotes | Sacerdotes    | Sacerdotes    | Bautizados por sacerdote | Diáconos permanentes | Religiosos | Religiosos | Parroquias |
| Año                                                                             | Bautizados católicos | Total     | % de católicos | Total      | Clero secular | Clero regular | Bautizados por sacerdote | Diáconos permanentes | Varones    | Mujeres    | Parroquias |
| ------------------------------------------------------------------------------- | -------------------- | --------- | -------------- | ---------- | ------------- | ------------- | ------------------------ | -------------------- | ---------- | ---------- | ---------- |
| 1950                                                                            | 200 000              | 200 000   | 100.0          | 276        | 228           | 48            | 724                      |                      | 70         | 426        | 248        |
| 1970                                                                            | ?                    | 201 748   | ?              | 380        | 291           | 89            | ?                        |                      | 157        | 749        | 270        |
| 1980                                                                            | 185 623              | 185 825   | 99.9           | 306        | 247           | 59            | 606                      |                      | 90         | 642        | 272        |
| 1990                                                                            | 181 000              | 182 000   | 99.5           | 242        | 212           | 30            | 747                      |                      | 36         | 593        | 303        |
| 1999                                                                            | 168 449              | 169 449   | 99.4           | 240        | 213           | 27            | 701                      |                      | 35         | 555        | 304        |
| 2000                                                                            | 168 449              | 169 449   | 99.4           | 239        | 213           | 26            | 704                      |                      | 35         | 557        | 304        |
| 2001                                                                            | 167 620              | 168 620   | 99.4           | 229        | 205           | 24            | 731                      |                      | 32         | 533        | 304        |
| 2002                                                                            | 166 140              | 167 140   | 99.4           | 224        | 201           | 23            | 741                      |                      | 30         | 531        | 304        |
| 2003                                                                            | 165 940              | 167 140   | 99.3           | 217        | 196           | 21            | 764                      |                      | 29         | 528        | 304        |
| 2004                                                                            | 164 228              | 165 428   | 99.3           | 215        | 193           | 22            | 763                      |                      | 31         | 529        | 304        |
| 2010                                                                            | 165 000              | 167 100   | 98.7           | 193        | 172           | 21            | 854                      |                      | 27         | 468        | 303        |
| 2014                                                                            | 155 943              | 159 943   | 97.5           | 162        | 145           | 17            | 962                      |                      | 22         | 415        | 303        |
| 2017                                                                            | 151 460              | 153 689   | 98.5           | 137        | 122           | 15            | 1105                     |                      | 24         | 401        | 303        |
| 2020                                                                            | 145 700              | 148 083   | 98.4           | 124        | 107           | 17            | 1175                     |                      | 23         | 348        | 303        |
| 2022                                                                            | 142 475              | 144 808   | 98.4           | 114        | 103           | 11            | 1249                     |                      | 15         | 324        | 303        |
| Fuente: Catholic-Hierarchy, que a su vez toma los datos del Anuario Pontificio. |                      |           |                |            |               |               |                          |                      |            |            |            |

Según cifras oficiales, en el curso 2017-2018 se formaron 5 seminaristas en el Seminario Mayor.
En la actualidad existen siete casas y siete órdenes de religiosos. De religiosas de vida contemplativa hay diez órdenes y congregaciones con 17 casas; mientras que de religiosas de vida activa hay trece órdenes o congregaciones, con 28 casas. En cuanto a los institutos seculares, hay cinco institutos, con cinco casas y 47 miembros. Existen 35 movimientos y asociaciones de apostolado seglar, 28 de adultos y siete de jóvenes.

## Santos
Los santos de la diócesis de Zamora son:
- san Atilano.
- san Baudilio.
- san Cucufato.
- Domingo Yáñez Sarracino.
- Fernando III El Santo.
- san Alfonso Rodríguez Olmedo.